# 雷维内拉戈
雷维内拉戈（義大利語：Revine Lago），是意大利威尼托大区特雷维索省的一个市镇。总面积18平方公里，人口2269人，人口密度126.1人/平方公里（2009年）。国家统计（ISTAT）代码为026067。